# روابط ایران و اتحادیه کشورهای جنوب شرق آسیا
اتحادیه کشورهای جنوب شرق آسیا موسوم به آ.سه‌.آن سازمانی اقتصادی، فرهنگی و سیاسی در منطقه جنوب شرق آسیاست که به صورت رسمی در ۱۹۶۷ به عنوان جایگزین اتحادیه جنوب شرق آسیا که با اعضای مالزی، تایلند و فیلیپین در ۱۹۶۱ تأسیس شده بود، تشکیل شد. این سازمان که در قاره آسیا قرار دارد که مساحت و بزرگی آن تقریباً ۴٫۵۲۲٫۵۱۸ کیلومتر مربع و دارای جمعیتی بیش از ۶۵۱ میلیون نفر است. کانال رسمی روابط بین دیگر کشورها با آ.سه‌.آن در پیوستن آنان به تاک است و ایران هم در سال ۲۰۱۶ به تاک پیوست. همچنین ایران و آ.سه‌.آن در دو قالب چند جانبه روابط اکو و آ.سه‌.آن و روابط با آ.سه‌.آن در قالب مجمع گفتگوهای آسیایی (ASD) نیز دنبال می‌کند.

## کلیات

### پیشینه روند تشکیل آ.سه‌.آن
همبستگی با قدرت‌های غربی، نقطه مشترک اعضای بنیان‌گذار بوده‌است که به عنوان مثال می‌توان به عضویت تایلند و فیلیپین در پیمان سیتو و دولت مالزی در پیمان دفاعی بریتانیا اشاره کرد. این امر از یک جهت نقطه ای منفی در جهت همگرایی منطقه ای و از جهت دیگر عامل محرک در تقویت این اتحادیه بوده‌است. نقطه منفی، به اختلافات سیاسی اعضا اشاره دارد که منجر به توقف عملی در فعالیت آ.سه‌.آن داشته‌است. نقطه مثبت ائتلاف با کشورهای غربی در تقویت اتحادیه فوق به زمان بعد از برکناری سوکارنو رئیس‌جمهور ملی‌گرای اندونزی توسط سوهارتو بوده‌است. بعد از از بین رفتن مانع مزبور در روند تقویت اتحادیه و اضافه شدن اندونزی و سنگاپور به اعضای بنیانگذار، عامل تشدید همگرایی منطقه ای متبلور در آ.سه‌.آن رویارویی با ترویج گفتمان کمونیستی مسلط در چین و ویتنام بوده‌است. با توجه به عوامل فوق در تشکیل اتحادیه فوق ۵ عضو بنیانگذار ضمن صدور اعلامیه بانکوک در ۸ اوت ۱۹۶۷ رسماً آ.سه‌.آن را تشکیل دادند. از این زمان به بعد به تدریج کشورهای این منطقه به این اتحادیه پیوسته و آ.سه‌.آن را گسترش دادند. در ۱۹۸۴ برونئی، در ۱۹۹۵ ویتنام، در ۱۹۹۷ لائوس و میانمار، و در ۱۹۹۹ کامبوج عضو آ.سه‌.آن شده‌اند و تعداد اعضای اتحادیه فوق را به ۱۰ کشور رساندند. آ.سه‌.آن هم‌اکنون پنجمین قدرت اقتصادی جهان پس از ایالات متحده، چین، ژاپن و اتحادیه اروپاست و همکاری‌های وسیعی در حوزه‌های مختلف سیاسی، فرهنگی و به ویژه اقتصادی دارند.

### اهداف و اصول تشکیل آ.سه‌.آن
با توجه به اعلامیه آ.سه‌.آن، اهداف تشکیل این اتحادیه موارد زیر است:
1. تسریع در رشد اقتصادی، پیشرفت اجتماعی و توسعه فرهنگی در منطقه از طریق تلاش‌های مشترک در روح برابری و مشارکت در ارتباط با تقویت بنیان برای یک جامعه شکوفا و صلح طلب در منطقه جنوب شرق آسیا
2. ترویج صلح و ثبات منطقه ای از طریق پایبندی به احترام برای عدالت و حکومت قانون در روابط بین کشورهای منطقه و پیروی از اصول منشور ملل متحد
3. ترویج تشریک مساعی فعال و مساعدت دو جانبه دربارهٔ موضوعات منافع مشترک در زمینه‌های اقتصادی، اجتماعی، فرهنگی، فنی، علمی و اجرائی
4. فراهم کردن کمک‌هایی به یکدیگر در قالب آموزش و تحقیق امکانات و تسهیلات در زمینه‌های آموزشی، حرفه ای، فنی و اجرائی
5. همکاری مؤثر تر برای استفاده بیشتر از صنایع و کشاورزی و توسعه تجارت شان، شامل مطالعه مشکلات تجارت کالا، توسعه حمل نقل و امکانات ارتباطی شان و ارتقا استانداردهای زندگی مردم آن‌ها
6. ارتقا مطالعات جنوب آسیایی
7. حفظ همکاری نزدیک و سودبخش با سازمان‌های بین‌المللی و منطقه ای دارای اهداف مشابه، و بررسی همه راه‌ها برای همکاری نزدیک تر میان آن‌ها

طبق معاهده ۱۹۷۶ مودت و همکاری در جنوب آسیا، دولت‌های عضو آ.سه‌.آن در روابط با یکدیگر اصول اساسی زیر را تصویب کرده‌اند:
1. احترام دوجانبه برای استقلال، حاکمیت، برابری، تمامیت سرزمینی، و هویت ملی تمامی ملل
2. حق هر دولت در استمرار بقاء ملی اش بدون مداخله، خرابکاری و تحمیل خارجی
3. عدم مداخله در امور داخلی یکدیگر
4. حل و فصل مسالمت آمیز اختلافات
5. به رسمیت نشناختن تهدید یا استفاده از زور
6. همکاری مؤثر بین خود

### تشکیلات آ.سه‌.آن
هر سازمان بین‌المللی و منطقه ای دائمی دارای ارکان مختلفی است که هر یک وظایف خاصی را دنبال می‌کنند، سازمان منطقه ای آ.سه‌.آن نیز ۵ رکن اصلی اجلاس سران (به عنوان بالاترین رکن اتحادیه مزبور، بعد از توافق ۱۹۹۲ هر ۳ سال یکبار تشکیل می‌شود)، اجلاس وزیران (تشکیل سالانه با حضور وزرای خارجه اعضا در کشوری که به صورت دوره ای میزبان است)، کمیته دائمی (جلسات کمیته با مشارکت وزرای خارجه دولتی که به صورت دوره ای میزبان است و سفیران دیگر اعضا در کشور میزان هر دو ماه یکبار)، دبیرخانه (تأسیس در ۱۹۷۶ در جاکارتا، هماهنگ‌کننده فعالیت‌های اتحادیه که مدت دبیرکل آن ۵ ساله است)، کمیته‌ها و اجلاس مقامات ارشد (برگزاری اجلاس وزیران از طریق ۳ کمیته فرهنگ و اطلاعات، علوم و فناوری و توسعه اجتماعی و سیاست گذاری همکاری سیاسی توسط اجلاس مقامات ارشد)

### پیمان مودت و همکاری آ.سه‌.آن
این پیمان که به نام‌هایی چون تاک (مخفف معادل انگلیسی Treaty of Amity and Cooperation) و پیمان اول بالی نیز معروف است توسط ۵ عضو بنیان‌گذار آن در فوریه ۱۹۷۶ امضا شد و دیگر اعضا که طی یک بازه زمانی از ۱۹۸۴ تا ۱۹۹۹ به اتحادیه پیوستند نیز بعد از پیوستن رسمی خود به اتحادیه مبادرت به امضاء پیمان مذکور نمودند. این معاهده به منزله کد رفتاری دولت‌های عضو اتحادیه نسبت به یکدیگر بوده‌است. اصول متعددی در پیمان تاک مورد اشاره قرار گرفته‌است که مهمترین آن‌ها عدم مداخله در امور داخلی کشورهای عضو و اصل حل و فصل مسالمت آمیز اختلافات دولت‌های عضو بوده که بیشتر از همه مورد تأکید دولت‌های عضو اتحادیه بوده‌است.
مسئله مهم در روابط بین آ.سه‌.آن و سایر کشورها، پیوستن کشورهای دیگر از مناطق جغرافیای سیاسی دیگر به معاهده تاک هست که این مهم در ماده ۱۸ تاک متبلور شده و پیوستن دیگر کشورها به این معاهده را قاعده مند کرده‌است. این سازوکار با هدف تقویت اهمیت اتحادیه و محوری بودن آن در تحولات منطقه ای بوده و هم‌اکنون اصلاحیه ۱۹۹۸ آن اعمال می‌شود. ذکر این نکته حائز اهمیت است که رضایت همه دولت‌های عضو آ.سه‌.آن شرط اساسی در پیوستن به پیمان مزبور است. با موافقت با پیوستن ایران، مصر، مراکش و شیلی در نشست ۲۰۱۶ لائوس، تعداد اعضای معاهده تاک به ۳۶ کشور رسیده که به منزله قبول اصول آن به عنوان بنیان روابط با کشورهای منطقه آ.سه‌.آن است. برای پذیرش دولت‌های دیگر به عنوان طرف‌های معاهده تاک پذیرش دولت‌ها به عنوان شریک گفتگو از طرف اتحادیه، جزء قدرت‌های بزرگ بودن دولت متقاضی به منظور اثرگذاری بر صلح و پیشرفت اتحادیه، داشتن روابط گسترده با اتحادیه معیارهای اصلی هستند.

## روابط سیاسی و دیپلماتیک جمهوری اسلامی ایران و آ.سه‌.آن
ایران بستر اصلی برای روابط با آ.سه‌.آن که همان مشترکات فرهنگی، مذهبی و تاریخی بوده را دارد. دارای اکثریت مسلمان بودن ۴ کشور اتحادیه (اندونزی، مالزی، برونئی، سنگاپور) و روابط تاریخی بین ایران و سیام (تایلند امروزی) که در ابتدا روابط دو طرف وزرای ایرانی در دربار سیام حضور داشتند، موید اشتراکات مورد اشاره است. اهمیت اشتراکات فوق دربارهٔ رابطه دوجانبه از این جهت است که ایران با تمام اعضای آ.سه‌.آن دارای رابطه دیپلماتیک است که از این ۱۰ رابطه دیپلماتیک ۶ رابطه به صورت هیئت دیپلماتیک مقیم و ۴ رابطه آکردیته یا ترددی است. یعنی؛ ایران در ۶ کشور که شامل اندونزی، مالزی، برونئی، ویتنام، و فیلیپین دارای سفارتخانه است و متقابلاً این ۶ کشور نیز در ایران دارای سفارتخانه اند و همچنین ایران رابطه خود با ۴ کشور دیگر آ.سه‌.آن را به صورت آکردیته دنبال می‌کند و متقابلاً این ۴ کشور نیز رابطه خود را با ایران به صورت آکردیته دنبال می‌کنند. ۴ کشور فوق شامل میانمار، لائوس کامبوج و سنگاپور بوده که ایران به ترتیب روابط خود را با این کشورها را از سفارت خود در تایلند (میانمار و لائوس)، ویتنام (کامبوج) و مالزی (سنگاپور) دنبال می‌کند.

### سفیر جمهوری اسلامی ایران نزد آ.سه‌.آن
به صورت کلی سفرای ایران در سازمان‌های بین‌المللی و منطقه ای، سفرای آکردیته هستند و همچنین سمت سفارت دائمی شان به کشور میزبان (در صورت اینکه مقر سازمان بین‌المللی در آن کشور باشد) یا کشور مهم در سازمان مزبور (در صورتی که ریاست به صورت چرخشی جابجا شود و صرفاً دبیرخانه در کشوری باشد). سفیر ایران در آ.سه‌.آن از نوع دوم بوده و سفیر دائم و تام‌الاختیار ایران در اندونزی، سفیر آکردیته ایران در آ.سه‌.آن است که در حال حاضر (۲۰۱۹) دو سفیر آکردیته جمهوری اسلامی ایران نزد آ.سه‌.آن خدمت کردند.

### پیوستن ایران به معاهده مودت آ.سه‌.آن
به صورت کلی روش های متنوعی برای تعمیق همکاری ها با آ.سه‌.آن وجود دارد که از جمله می توان به توافق تجارت ترجیحی یا آزاد، شریک گفتمانی، عقد قراردادهای مختلف، گفتگوهای دوجانبه و مهمترین آن پیمان مودت و همکاری آ.سه‌.آن یا تاک اشاره کرد. 

#### پیشینه عضویت ایران در تاک
این موضوع به سال ۱۳۹۰ که ایران درخواست عضویت خود را مطرح کرد بر می‌گردد. دومین نقطه عطف در این مورد نامه رسمی علی اکبر صالحی وزیر خارجه ایران به وزیر خارجه برونئی به عنوان رئیس دوره آ.سه‌.آن در آن زمان، در مورد ابراز تمایل ایران برای الحاق به پیمان تاک بود. ارسال این نامه، منجر به شروع تلاش‌های هماهنگی در مرکز (وزارت خارجه ایران) و ۶ سفارتخانه ایران در کشورهای عضو آ.سه‌.آن برای لابی به ترتیب با سفرای ۶ کشوری که در ایران در سفارتخانه دارند و مقامات ۶ دولت میزبان سفارتخانه‌های ایران که در آ.سه‌.آن عضو هستند و ۴ دولتی که همسایه دولت‌های مزبور بوده و ایران با سفیر ترددی با آن‌های رابطه دارد، شد. از نمونه تلاش‌های صورت گرفته می‌توان در مرکز به تشکیل دو جلسه توجیهی مدیرکل منطقه ای با سفرای آ.سه‌.آن در ایران و در کشورهای عضو به مطرح کردن بحث الحاق ایران به تاک در سفر دوره ای محمد جواد ظریف وزیر خارجه ایران به شرق و جنوب شرق آسیا در انتهای ۱۳۹۴ اشاره کرد.
تلاش‌های صورت گرفته مزبور نهایتاً در اجلاس وزرای خارجه کشورهای عضو آ.سه‌.آن در سپتامبر ۲۰۱۶ متجلی شد که وزرای خارجه کشورهای عضو با پیوستن مصر، شیلی، مراکش و ایران به تاک را مورد پذیرش خود قرار داده و اعضا تاک به ۳۵ دولت افزایش یافت. طبق فرایند الحاق وزرای خارجه ۴ کشوری که عضویت آن‌ها در اجلاس لائوس پذیرفته شده می‌بایستی ضمن حضور در اجلاس لائوس مبادرت به امضا سند الحاق کشور خود به تاک کنند تا در اجلاس آینده وزرای خارجه در فیلیپین سند نهایی شدن عضویت خود را امضا کنند. این موضوع توسط وزرای خارجه ۳ کشور مراکش، مصر و شیلی انجام شد، ولی وزیر خارجه ایران علی‌رغم برنامه‌ریزی‌های صورت گرفته جهت انجام سفر و امضا سند مزبور، به این کار اقدامی نکرد. دلیل این امر طبق توضیحات بهرام قاسمی سخنگوی وقت وزارت خارجه یک روز قبل از اجلاس لائوس، عدم طی شدن فرایند داخلی امضا تاک در مجلس ایران بود. بعد از طی شدن مراحل داخلی و با تأخیر ۲ ساله در امضا تاک توسط وزیر خارجه نهایتاً در اجلاس وزاری خارجه در سنگاپور در ۳۰ ژوئیه ۲۰۱۸ (۸ مرداد ۱۳۹۷) این موضوع نهایی شده و به الحاق ایران در تاک انجامید.

#### دشواری‌های فرایند داخلی ایران در مسیر عضویت ایران در تاک
بعد از طول کشیدن فرایند تصویب لایحه الحاق ایران به پیمان تاک در مجلس ایران، رد مصوبه مجلس در شورای نگهبان قانون اساسی در یک ماه مانده به اجلاس وزرای خارجه کشورهای عضو آ.سه‌.آن در سنگاپور مانع داخلی دیگری در روند عضویت ایران در آ.سه‌.آن بود. اصرار مجلس در تصویب مصوبه خود در مقابل مخالفت شورای نگهبان، منجر به ارجاع این اختلاف به مجمع تشخیص مصلحت نظام شد که در جلسه ۱۶ تیر ۱۳۹۷ خود در فاصله ۲۳ روز مانده به اجلاس سنگاپور مصوبه مجلس دربارهٔ الحاق به تاک را مورد تأیید خود قرار داد و بعد از ابلاغ این مصوبه توسط حسن روحانی رئیس‌جمهور به محمد جواد ظریف وزیر خارجه در انتهای تیر به فاصله ۸ روز مانده تا اجلاس سنگاپور، آخرین گام‌های ایران در واپسین لحظات مانده به اجلاس سنگاپور برای امضا سند الحاق توسط وزیر خارجه در اجلاس مذکور برداشته شد.

### دلایل اهمیت پیوستن جمهوری اسلامی ایران به معاهده مذکور
ایران با توجه به جدول زمانی درخواست الحاق تا عضویت خود در تاک علاقه بسیاری به تعمیق روابط با آ.سه‌.آن نشان داده که دلایلی چون الحاق به تاک به منزله تجلی سیاست نگاه به شرق ایران، پذیرش جایگاه آ.سه‌.آن در منطقه و جهان و تأثیرگذاری رو به افزایش آن با توجه به ۳ شرط پذیرش اعضای جدید تاک می‌باشد. از سوی دیگر آ.سه‌.آن ایران را بازار مهم مصرفی در منطقه ای کلیدی و همچنین تأمین کننده تأثیرگذار در عرصه انرژی خود که وابسته هستند می‌باشد.

### روابط ایران و آ.سه‌.آن در چارچوب روابط اکو و آ.سه‌.آن
ایران همیشه و به ویژه در دولت‌های یازدهم و دوازدهم علاقه‌مند به تعمیق همگرایی میان اکو و آ.سه‌.آن بوده، به طوری که در کلیه نشست‌های چند جانبه سازمان‌ها و کنفرانس‌های بین‌المللی مثلاً حاشیه نشست سالانه مجمع عمومی سازمان ملل و دیدارهای دوجانبه با هر یک از اعضای آ.سه‌.آن این موضوع مورد تأکید ایران قرار گرفته‌است. نتیجه این تلاش‌ها در ایجاد گروه تماس کشورهای عضو اکو در جاکارتا در اسفند ۱۳۹۱ و نشست مشترک اکو و آ.سه‌.آن به ریاست مشترک ایران و مالزی در اجلاس سالانه مجمع عمومی در ۲۰۱۴ متبلور شده‌است.

### روابط ایران و آ.سه‌.آن در چارچوب مجمع گفتگوی همکاری آسیا (ASD)
مجمع گفتگوی همکاری آسیا (Asian Cooperation Dialogue) که به اختصار ASD خوانده می‌شود، ساختهٔ نشست‌های آ.سه‌.آن بوده و چارچوب چندجانبه دیگری در پیگیری روند تعاملات ایران و آ.سه‌.آن بوده‌است. به پیشنهاد نخست‌وزیر تایلند در اجلاس وزرای خارجه اتحادیه در ۲۰۰۱، با هدف ادغام بعضی نهادهای منطقه ای در قاره آسیا نظیر آ.سه‌.آن، شورای همکاری خلیج فارس، انجمن ملل آسیای جنوب شرقی و اتحادیه اقتصادی اروپا و آسیا در سال ۲۰۰۲ با عضویت اولیه ۹ دولت تایلند، هند، ترکیه، چین، اندونزی، پاکستان، کویت، بحرین و سریلانکا در سال ۲۰۰۲ پس از نشست وزرای خارجه ۹ کشور پایه‌گذاری شد که در ۲۰۰۶ به ۳۴ دولت از جمله ایران افزایش پیدا کرد.
ایران در ۲۰۰۴ بعد از عضویت ناظر در ۳ نشست ابتدایی در ۲۰۰۲ و ۲۰۰۳ و ۲۰۰۴ به مجمع مزبور پیوست و در سال ۲۰۰۹ ریاست مجمع را بر عهده داشت، به طوری که اجلاس وزرای خارجه کشورهای مجمع در ۲۰۱۰ در ایران برگزار شده‌است. با توجه به عضویت هر ۱۰ عضو آ.سه‌.آن در ASD و عضویت ایران، و دارا بودن اهداف همکاری‌های اقتصادی و توسعه‌ای برای ASD ایران برای مجمع فوق اهمیت زیادی قائل شده به طوری که از نشست هفتم به بعد سطح مشارکت خود در اجلاس وزرای خارجه را به سطح وزیر خارجه ارتقا داد. جلوه دیگری از پیگیری روابط ایران و آ.سه‌.آن در چارچوب ASD در دومین نشست سران مجمع در تایلند به عنوان بنیانگذار ASD و یکی از اعضای آ.سه‌.آن (بعد از اولین نشست در ۲۰۱۲ در کویت) بود که با سفر حسن روحانی رئیس‌جمهور ایران به تایلند هم برای شرکت در مجمع ASD و هم به عنوان سفری دوجانبه برای پیگیری جداگانه روابط با تایلند به عنوان یکی از اعضای مهم آ.سه‌.آن نمایان شد.

## روابط اقتصادی ایران و آ.سه‌.آن

### حجم مبادلات اقتصادی ایران و آ.سه‌.آن پیش از خروج آمریکا از برجام
دوران دولت دهم دوران درخشانی در روابط اقتصادی ایران و آ.سه‌.آن بوده به طوری که حجم تعاملات اقتصادی دو طرف در فاصله سال‌های ۱۳۸۸ تا ۱۳۹۲ به ۱۶ میلیارد دلار رسیده، ولی بعد از شروع دولت یازدهم و تمرکز دولت مذکور بر مذاکرات تجاری با غرب و معطوف شدن عمده همکاری‌ها و جهت‌گیری‌ها با دولت‌های غربی و اروپایی این میزان روند کاهشی به خود گرفته تا در ابتدای دولت دوازدهم روند کاهشی معکوس شده و رقم تعاملات از ابتدای دولت یازدهم بیشتر شود، به طوری که در سال ۲۰۱۷ حجم مبادلات دو طرف به ۲٫۶۳ میلیارد دلار رسیده که سهم صادرات ایران ۱٫۲۸ و واردات از اتحادیه ۱٫۳۴ میلیارد دلار بود که به ترتیب حاکی از افزایش ۸۰ و ۳۷ درصدی را نسبت به مشابه سال گذشته اش بود. آمار ارائه شده حاکی از رشد ۸۰ درصدی در صادرات ایران به آ.سه‌.آن و افزایش ۳۷ درصدی واردات ایران از این اتحادیه دردوره هشت‌ماهه ۲۰۱۷ نسبت به مدت مشابه سال ماقبل دارد که به‌طور کلی حجم تعاملات اقتصادی در کل دولت یازدهم را ۱۲ میلیارد دلار نشان داده که نسبت به حجم مبادلات اقتصادی در دولت دهم که ۱۶ میلیارد دلار بود، روند کاهشی را نشان داد.
میزان مبادلات تجاری ایران با کشورهای اتحادیه «آ.سه‌.آن» از سال ۸۸ شمسی تا ۹۲ حدود ۱۶ میلیارد دلار بوده‌است. میزان مبادلات تجاری ایران با ۱۰ کشور اتحادیه مذکور از سال ۹۲ میل به تنزل داشته و به مرور کمتر و کمتر شده‌است؛ به استثنای سال ۹۶ که ارقام مبادلات تجاری نسبت به سال‌های ابتدایی دولت یازدهم افزایش زیادی داشته‌است. روابط تجاری ایران و آ.سه‌.آن رشد قابل در آن سال ملاحظه ای داشته به گونه ای که حجم روابط از ژانویه تا نوامبر ۲۰۱۷ میلادی حدود ۲٫۶۳ میلیارد دلار رسید که سهم صادرات ایران ۸۰درصد افزایش داشت.
مبادلات تجاری بین ایران و آ.سه‌.آن بر حسب رتبه‌بندی شرکای اقتصادی ایران در اتحادیه و عمده کالاهای صادراتی ایران به کشورهای عضو اتحادیه و وارداتی ایران از کشورهای عضو اتحادیه در جدول زیر نشان داده شده‌است:
| بزرگترین شرکای تجاری ایران در آ.سه‌.آن | میزان تبادلات تجاری در ۲۰۱۷ | توضیحات |
| ------------------------------------- | --- | --- |
| تایلند                                | ۶۱۹ میلیون دلار | سهم ۲۴ درصدی از کل حجم تعاملات اقتصادی ایران با آ.سه‌.آن |
| سنگاپور                               | ۴۸۷ میلیون دلار | افزایش ۱۰ درصدی نسبت به حجم تعاملات تجاری در سال گذشته |
| مالزی                                 | ۴۸۶٫۵ میلیون دلار | افزایش ۶۹ درصدی نسبت به حجم تعاملات تجاری در سال گذشته |
| اندونزی                               | ۴۸۵ میلیون دلار | افزایش معاملات اقتصادی نسبت به حجم اقتصادی در سال گذشته |
| ویتنام                                | ۳۲۵ میلیون دلار | افزایش معاملات اقتصادی نسبت به حجم اقتصادی در سال گذشته |
| عمده کالای صادراتی ایران به آ.سه‌.آن:  | فولاد، پسته و خشکبار، گاز بوتان، پروپان، انجیر، نفت، گاز، محصولات پتروشیمی، مواد غذایی، ماشین آلات، پنبه و فرش                                                                               | فولاد، پسته و خشکبار، گاز بوتان، پروپان، انجیر، نفت، گاز، محصولات پتروشیمی، مواد غذایی، ماشین آلات، پنبه و فرش                                                                               |
| عمده کالای وارداتی ایران از آ.سه‌.آن:  | نیشکر، منسوجات، کائوچو، قلع، فلزات، چوب، کاغذ، لاستیک، موز، چای، شکر، روغن پالم، سویا محصولات غذایی، برنج، لوازم خانگی، فیبر متوسط فشرده و تلفن همراه و کالاها و محصولات الکترونیکی-الکتریکی | نیشکر، منسوجات، کائوچو، قلع، فلزات، چوب، کاغذ، لاستیک، موز، چای، شکر، روغن پالم، سویا محصولات غذایی، برنج، لوازم خانگی، فیبر متوسط فشرده و تلفن همراه و کالاها و محصولات الکترونیکی-الکتریکی |

### مناسبات اقتصادی ایران و آ.سه‌.آن در دوران خروج آمریکا از برجام
آ.سه‌.آن به عنوان پنجمین قدرت اقتصادی جهان برای منافع اقتصادی و توسعه اقتصادی و تجاری خود ارزش قائل بوده و در تعامل با دیگر کشورها به دنبال کسب سود اقتصادی همراه با پرهیز از تنش با دیگران است. به همین دلیل، آ.سه‌.آن سعی کرده برای جلوگیری از فرار سرمایه شرکت‌های چند ملیتی، از درگیری‌های قدرت‌های جهانی دور بماند. با توجه به همین موضوع، خروج آمریکا از برجام و تهدید کشورهای دارای روابط تجاری با ایران به کاهش روابط تجاری با آمریکا به دلیل تسلط آمریکا بر اقتصاد و سیستم بانکی جهانی، در روابط آن‌ها با ایران تأثیر نامناسبی دارد.

## روابط فرهنگی ایران و آ.سه‌.آن
اشتراکات فرهنگی فراوانی بین ایران و بعضی کشورهای عضو آ.سه‌.آن وجود دارد که از جمله می‌توان به مسلمان بودن، ارزش‌های مشابه در مخالفت و مبارزه و توجه مقامات کشورهای عضو آ.سه‌.آن به منطقه خاورمیانه اشاره کرد. جریان یک سویه اخبار و اطلاعات از بعضی کشورهای آ.سه‌.آن به ویژه مالزی، تایلند، اندونزی و سنگاپور به ایران باعث شده که ایرانیان با کشورهای فوق و پیشرفت اقتصادی و صنعتی آنان آشنا شده که نتیجه آن تحصیل تعداد زیادی از ایرانیان در این کشورها به ویژه مالزی در دانشگاه‌ها و سرمایه‌گذاری در این کشورهاست که با حضور ایرانیان در این کشورها مردم کشورهای آ.سه‌.آن نیز با فرهنگ مردم ایران به‌طور مستقیم آشنا می‌شوند. برخلاف اطلاعات زیادی که مردم ایران از آ.سه‌.آن به دلیل ترجمه فارسی خبرهای منطقه توسط رسانه‌های آنان و انتشار آن توسط خبرگزاری‌های داخلی مستقر در کشورهای آ.سه‌.آن دارند، اطلاعات مردم کشورهای مهم آ.سه‌.آن از ایران چندان خوب نبوده که می‌توان به کمپین ضد شیعی دولت نجیب رزاق در مالزی علیه شیعیان در این کشور با تأثیر مستقیم عربستان سعودی و وضعیت نه چندان مناسب شیعیان در اندونزی اشاره کرد.